# Giejbule
Giejbule (lit. Geibuliai) – wieś na Litwie, w rejonie wileńskim, 5 km na południowy wschód od Kowalczuków, zamieszkana przez 73 ludzi.

## Historia
W dwudziestoleciu międzywojennym leżały w Polsce, w województwie wileńskim, w powiecie wileńsko-trockim, w gminie Szumsk.
Po II wojnie światowej w granicach Związku Sowieckiego. Od 1991 na niepodległej Litwie.